# Gwatemala na Letnich Igrzyskach Olimpijskich 2000
Gwatemalę na Letnich Igrzyskach Olimpijskich 2000 reprezentowało 15 zawodników, 14 mężczyzn i 1 kobieta.

## Skład kadry

### Judo
- Jorge Quintanal

### Kolarstwo
- Oscar Pineda Méndez - kolarstwie szosowe, wyścig ze startu wspólnego (91. miejsce)

### Lekkoatletyka
- Teresita Collado
- Oscar Meneses - bieg na 100 m (odpadł w eliminacjach)
- Rolando Blanco, José Haroldo Meneses, Oscar Meneses, José Tinoco - sztafeta 4x100 m (odpadła w eliminacjach)
- Luis Fernando García - chód na 20 km (32. miejsce)
- Julio René Martínez - chód na 20 km (43. miejsce)

### Pływanie
- Alvaro Fortuny - 100 m stylem klasycznym (odpadł w eliminacjach)
- Alvaro Fortuny - 200 m stylem klasycznym (odpadł w eliminacjach)

### Podnoszenie ciężarów
- Luis Enrique Medrano - kategoria do 56 kg (12. miejsce)

### Strzelectwo
- Sergio Sánchez
- Attila Solti
- Juan Romero

### Taekwondo
- Gabriel Sagastume